# Entex Adventure Vision
Adventure Vision es una consola de videojuegos autocontenida (no necesita de un monitor externo) lanzado al mercado por la empresa Entex en 1982, siendo la sucesora de la Entex Select-A-Game. El Adventure Vision era una consola de segunda generación.

## historia
La máquina se controlaba a través de un joystick multi-posición y dos pares de botones (un par de cada lado del joystick) que permitía un manejo cómodo de la consola tanto para las personas diestras como las personas zurdas.
Una interesante característica del Adventure Vision era su "monitor". En lugar de usar una pantalla de cristal líquido o un televisor externo, la consola usaba una línea de 40 LEDs rojos combinados con un espejo rotante localizado adentro de la máquina. Esto permitía una resolución de 150 x 40 píxeles. Otro producto que usaba esta técnica fue producido por Nintendo a mediados de los noventa bajo el nombre de Virtual Boy. Al igual que el Adventure Vision, el Virtual Boy estaba adelantado para su época y no fue bien recibido.
Los contratiempos del Adventure Vision eran su pantalla monócroma y el espejo, que consumía una gran cantidad de energía de las baterías (aunque este último inconveniente se podía solucionar usando una fuente de energía externa).

## juegos
Entex publicó cuatro juegos para el Adventure Vision:
- Defender, basado en el videojuego arcade homónimo de la empresa Williams.
- Super Cobra, basado en el videojuego arcade de Konami del mismo nombre.
- Turtles, basado en el videojuego arcade de Konami del mismo nombre.
- Space Force, un clon del Asteroids de Atari.

El 31 de marzo de 2013, en la Revision demoparty, se mostró el primer ROM homebrew/demo para el sistema por MEGA -( Museum of Electronic Games & Art) Museo de Juegos Electrónicos y Arte. MEGA también lanzó el código fuente de la demo, así como todas las herramientas de desarrollo.

## Especificaciones técnicas
- CPU: Intel 8048 @ 733 kHz
- Sonido: National Semiconductor COP411L @ 52.6 kHz
- RAM: 64 bytes (en el procesador), 1K (en el PCB)
- ROM: 1K (en el procesador), 512 bytes (en el chip sonoro), 4K (en el cartucho)
- Controles: Joystick de 4 direcciones, 4 botones duplicados a cada lado del joystick
- Gráficos: 150x40 píxeles monocromos

## Emulación
El sistema es compatible con MESS emulator y con AdVeMulator.